# 佐哈布條約

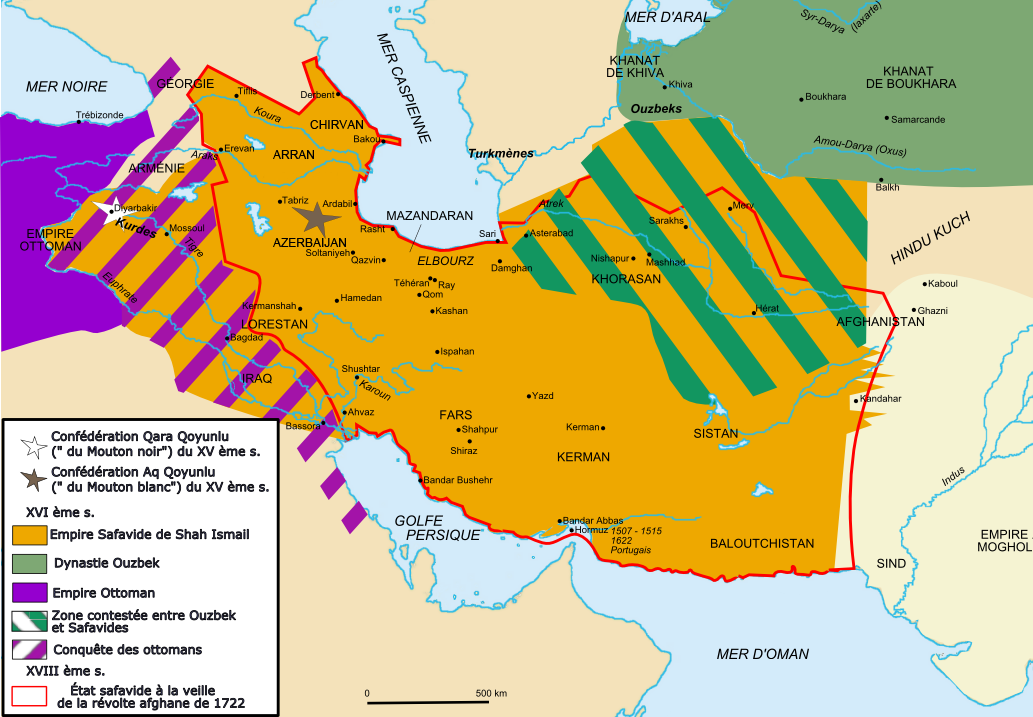
萨法维帝国地图，紫色斜线部分为根据该条约割让给奥斯曼帝国的领土

《佐哈布條約》（波斯語：‎, Ahadnāmah Zuhab）也称《席林堡条约》（Kasr-ı Şirin Antlaşması），是伊朗薩非王朝與土耳其鄂圖曼帝國於1639年簽訂的一份和約，该条约結束了1623–1639年鄂圖曼－薩非戰爭。和约的签订地位于伊朗克尔曼沙省席林堡地区的佐哈布城堡，因此得名。
條約確立鄂圖曼帝國擁有兩河流域，可以視為先前1555年《阿馬西亞和約》的延伸。西亞美尼亞被劃為鄂圖曼帝國範圍內，東亞美尼亞則薩非王朝所有。该条约确立了波斯西部及奥斯曼东部的边界，大体上维持了将近一百年的时间。